# 円山遺跡
円山遺跡（まるやまいせき）は台湾台北市中山区の円山地区西側に存在する新石器時代の遺跡群。遺跡面積は2.7エーカー、複数の地層に異なる文化が存在しており、紀元前2800年から紀元前500年にかけて円山文化が存在していたことを示している。

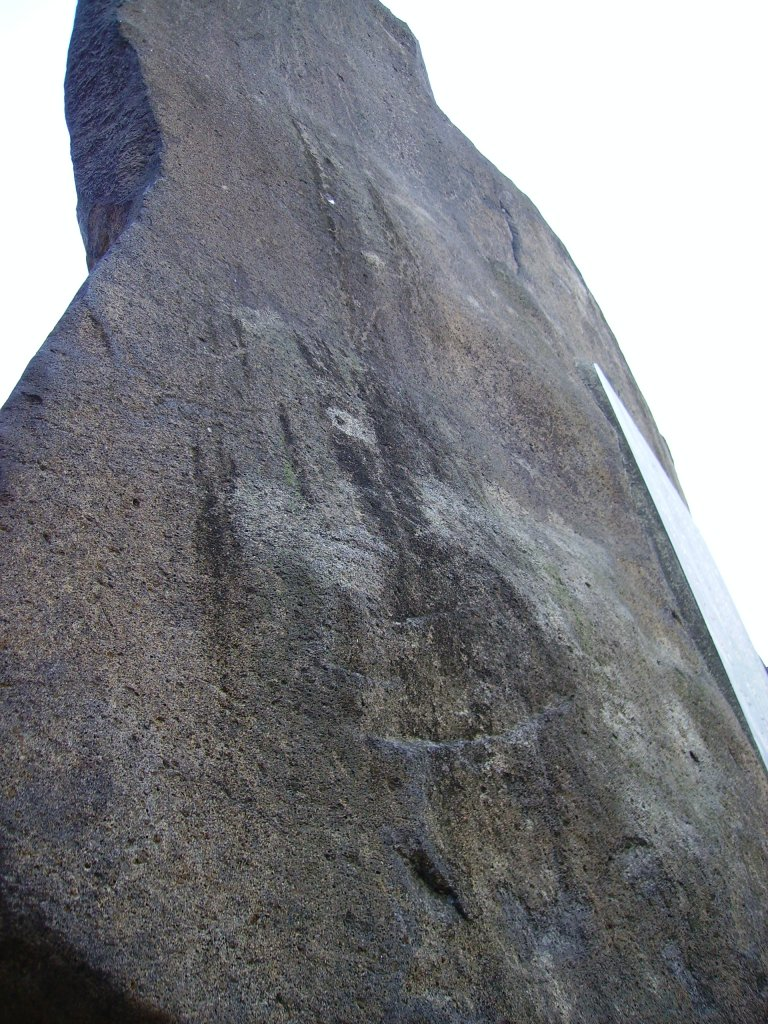
2800年前の砥石

1897年と1953年の発掘により円山遺跡は二つの文化層で構成されることが判明している。上層を円山文化、下層を縄紋文化と称され、1990年以降は大坌坑文化、植物園文化、十三行文化等のほかの文化との交流が判明している。
1988年4月25日、中華民国内政部は円山遺跡を国家第一級古跡に指定、円山史跡公園の整備を積極的に進めている。

## 遺跡発掘
円山地区は台北市士林区大直一帯の丘陵地帯であり、標高は約36mである。先史時代の台北は台北湖という淡水湖が広がり、円山はその中の小島であったと考えられている。1896年から1999年までの複数の発掘調査により円山遺跡は台湾地区では珍しい多文化層遺跡であることが確認され、これまで漢人文化、植物園文化、十三行文化、円山文化、訊塘浦文化、大坌坑文化、先陶文化、の6つの文化層が確認されている。

### 発掘年表
- 1896年:日本統治時代、台湾総督府の委託を受けた東京帝国大学は動物学、植物学、地質学、人類学の専門家を台湾に派遣し調査に着手。
- 1897年:伊能嘉矩及び宮村栄一が円山西麓で円山貝塚を発見。その後の調査で玉器、陶器、骨角器や墓葬などを発見し、先史時代台北は湖が存在し円山が小島であったことを確認。
- 1918年:円山臨済寺の拡張工事の際に円山西側から砥石が発見される。調査により先史時代の人類が磨製石器を加工するために用いていたことが判明。
- 1923年:台湾総督府医学専門学校教授の宮原敦が遺跡保護を目的に私財で遺跡地区を買収し台北市に寄贈。
- 1935年：台湾総督府により大砥石及び円山貝塚が史跡指定を受ける。
- 1928年-1945年：台北帝国大学に「土俗人種学講座」が開設。円山において台湾最初の本格的な考古学調査が実施される。
- 1953年-1954年：国立台湾大学考古学教授の石璋如による発掘調査。2度の調査により遺跡には縄文文化と円山文化の2層が存在していることが判明する。
- 1964年：台湾大学考古人類学系及びアメリカエール大学の合同調査が行われ、炭素14による年代測定が行われる。
- 1986年-1987年：台湾大学人類学系教授の連照美及び黄士強による発掘調査が実施される。
- 1987年：円山遺跡近付近に「円山育楽中心」（円山史跡展示館）を建設。
- 1988年：中華民国内政部により国家第一級古跡の指定を受ける。
- 1991年：台北市による中山橋建設の際に、円山附近から先陶文化、植物園文化、十三行文化と関連する遺跡が発見される。
- 1995年：台湾大学城郷研究所が円山史跡公園の整備計画を立案。
- 1999年：縄文文化が大坌坑文化と訊塘埔文化の系統であることが判明。

## 円山文化
円山文化は一般に円山地区で発掘された遺跡文化の少々である。現在植物園文化、十三行文化、円山文化、訊塘埔文化、大坌坑文化、先陶文化が確認されそれらが垂直に分布しているのが特徴である。
一般には円山文化は1897年に日本人の伊能嘉矩及び宮村栄一により初めて発見された遺跡を示す。当時発見されたのは紀元前2800年から紀元前500年前の遺跡であり、大坌坑文化を継承して台北盆地で発展した先史文化であった。この文化は現在の円山、芝山岩、関渡、大坌坑、五股、中和の淡水河両岸及び新店渓下流、基隆河沿岸から基隆港までの平原部に広く分布するものであった。